# Kebon Agung (Semidang Aji)
Kebon Agung is een bestuurslaag in het regentschap Ogan Komering Ulu van de provincie Zuid-Sumatra, Indonesië. Kebon Agung telt 1170 inwoners (volkstelling 2010).